# Damaskustor

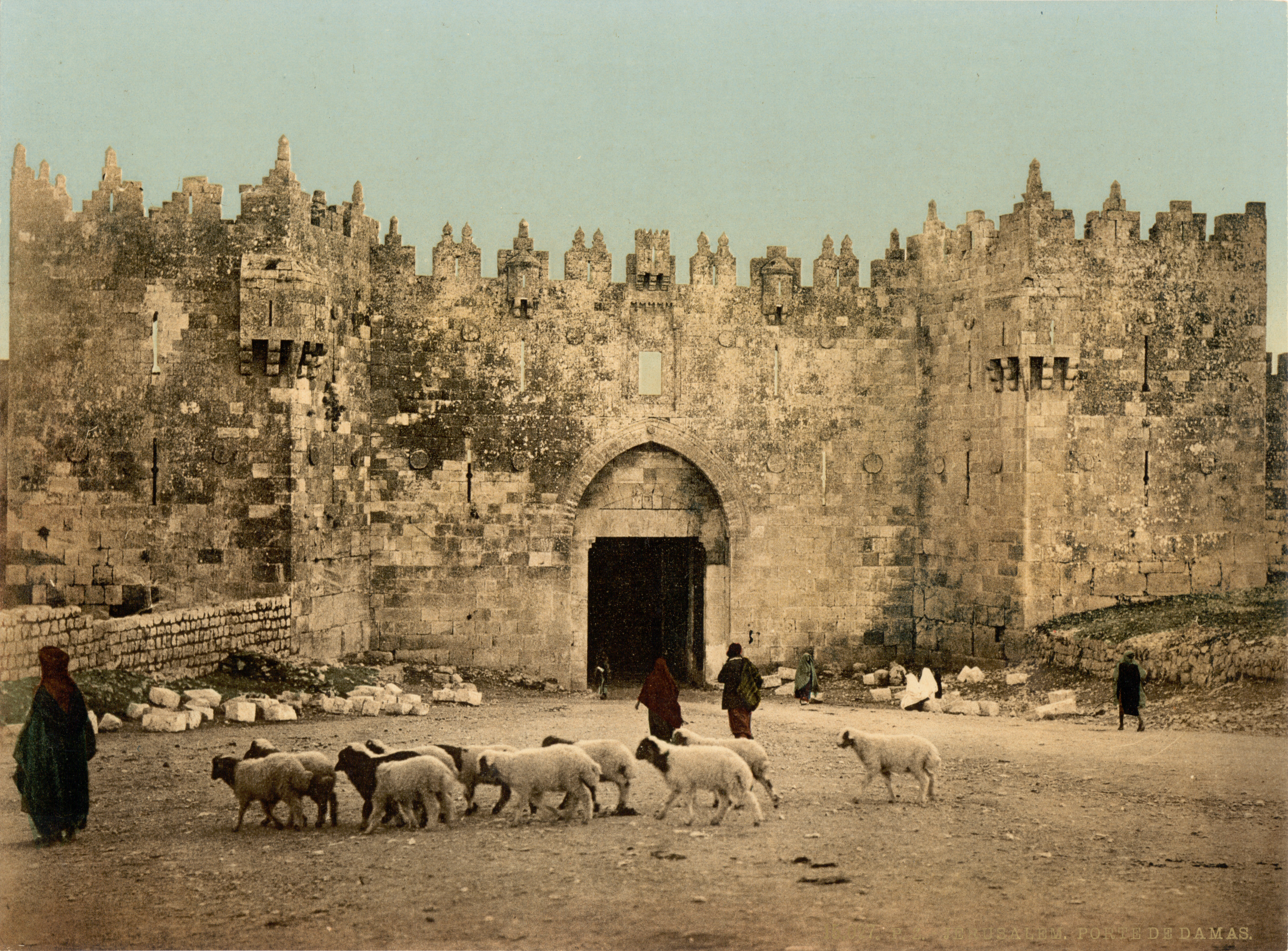
Damaskustor um 1900

Das Damaskustor (hebräisch שַׁעַר שְׁכֶם Šaʿar Šəẖem ‚Sichemtor‘; arabisch باب العمود bab al-amud, DMG bāb al-ʿamūd ‚Säulentor‘) ist das größte Stadttor des UNESCO-Welterbes Altstadt von Jerusalem, zugleich auch eine archäologische Stätte. Die Toranlage befindet sich an der Nordseite der Altstadt und führt sowohl in das muslimische als auch in das christliche Viertel (die anderen Viertel sind das jüdische und das armenische). Das heutige Damaskustor entstand im Zuge der umfangreichen Erneuerung der Jerusalemer Stadtmauer unter Sultan Süleyman dem Prächtigen in den Jahren 1535–1538. Bei Ausgrabungen wurden die Überreste des antiken Tores freigelegt, das aus der Zeit Hadrians stammt, als das Straßenniveau noch tiefer lag.

## Name
In byzantinischer Zeit hatte die Toranlage den Namen Porta Galilaeae, „Galiläator“, oder Porta Sancti Stephani „Stephanus-Tor“. Der erste Name bezieht sich darauf, dass hier die Straße nach Galiläa die Stadt verließ; die zweite Bezeichnung erinnert daran, dass die Tradition von der Steinigung des Stephanus vor den Mauern von Jerusalem hier lokalisiert wurde, bevor sie zum Löwentor wanderte; dieser Name des Tors wurde in der Kreuzfahrerzeit noch einmal aufgegriffen. Die arabische Bezeichnung Bab al-Amud „Säulentor“ geht auf eine antike Säule zurück, die auf dem Madaba-Mosaik auf dem inneren Torplatz zu sehen ist. Der Name „Säulentor“ ist dann ab frühislamischer Zeit belegt (al-Muqaddasi, 985 n. Chr.). Jüdische Reisende des Mittelalters bezeichneten dieses Tor als „Abrahamstor“. Sowohl der heutige hebräische Name Schaʿar Schechem „Sichemtor“ als auch der im Englischen und vielen anderen Sprachen übliche Name Damaskustor (Damascus Gate) sind moderne Bezeichnungen, die das Nordtor der Altstadt nach wichtigen Städten benennen (Sichem ist das moderne Nablus), die in nördlicher Richtung davon liegen.

## Baugeschichte

### Hadrianische Dreifachtoranlage

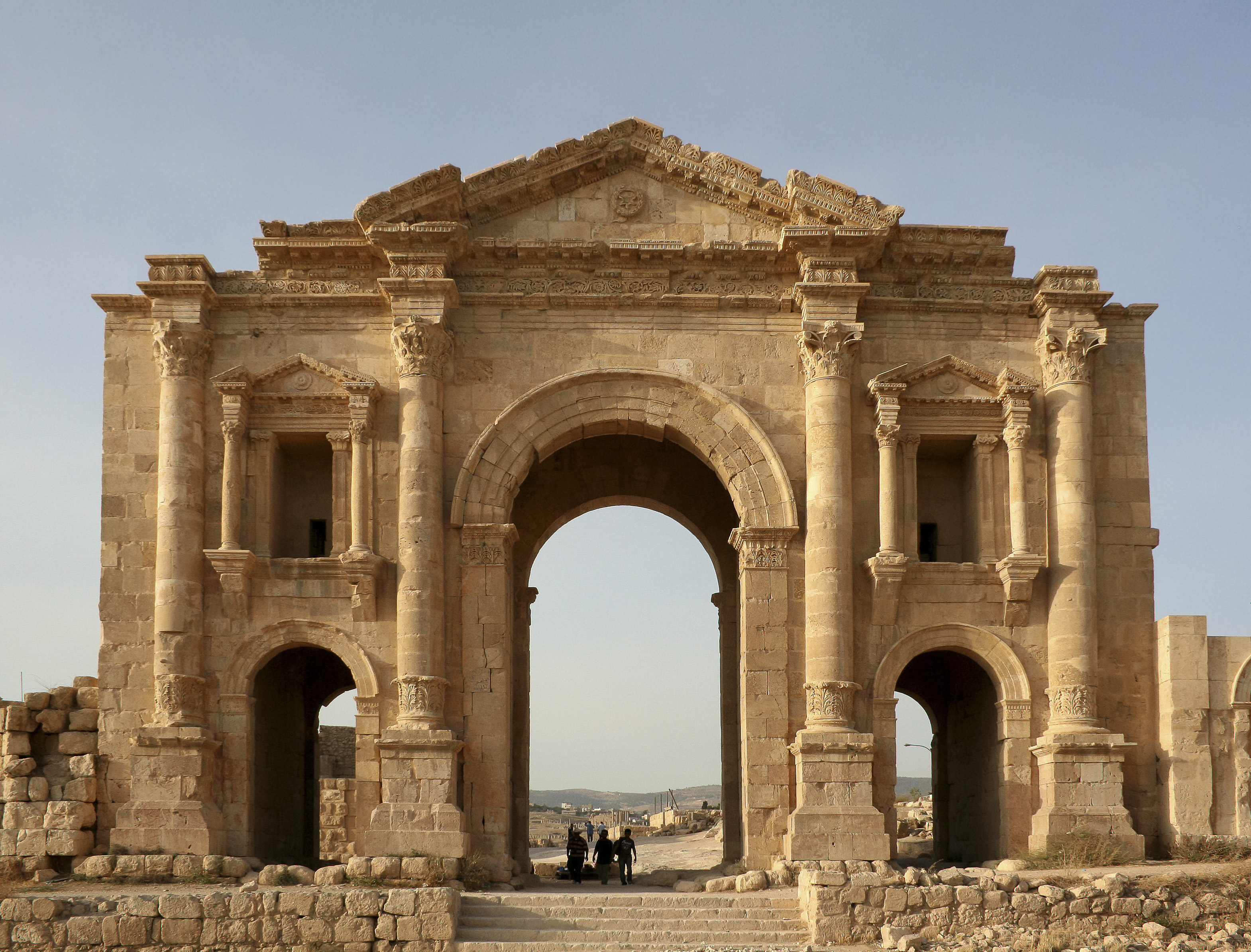
So ähnlich sah das römische Dreifachtor in Jerusalem aus: Hadrianstor in Gerasa (Jordanien)

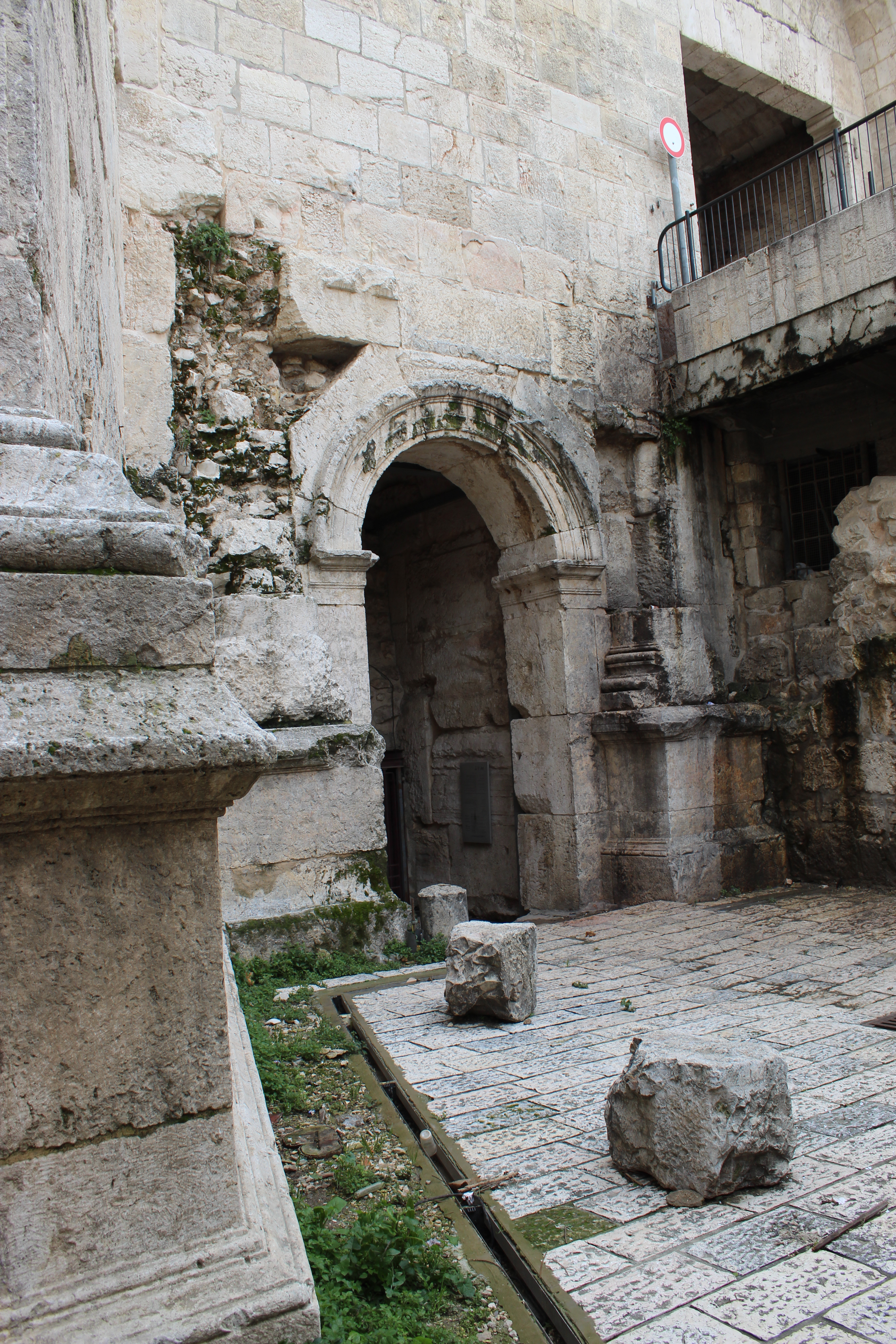
Östliches römisches Seitentor

Die älteste Bebauung in diesem Teil Jerusalems ist ein oktogonaler Turm, der zur Stadtmauer der im Jahr 70 zerstörten jüdischen Metropole gehörte. Von diesem sind noch zwei Steinlagen im Bereich des späteren Westturms erhalten.
Im zweiten oder dritten Viertel des 2. Jahrhunderts n. Chr. wurde dann ein römisches Dreifachtor errichtet, über dessen Funktion in der Forschung kontrovers diskutiert wird: „Genauer, während die Erbauung des dreifachen Torbogen in die Zeit von Aelia Capitolina datiert wird, gibt es keinen Konsens darüber, ob dieses Dreifachtor in die Stadtmauer von Aelia integriert war – wenn es denn zu dieser Zeit eine Stadtmauer gab – und also eine defensive Funktion hatte, oder als freistehendes Dreifachtor ein Bogenmonument war.“ Dieses Nordtor hatte architektonisch jedenfalls Züge eines Triumphbogens und war beiderseits von Wachtürmen flankiert. Bei einer Länge von ca. 42 m und einer Tiefe von ca. 10 m wird die einstige Höhe der Toranlage auf ca. 20 m geschätzt. Das erhaltene östliche Nebentor ist 2,36 m breit und 4,85 m hoch; für das westliche Nebentor sind ähnliche Abmessungen anzunehmen. Das große mittlere Tor hatte eine Breite von 5,48 m; seine Höhe wird auf 10 m geschätzt.
Vollständig erhalten ist das östliche der drei Tore. Auf schlichten Kämpfern sieht man einen sorgfältig gearbeiteten Rundbogen; bei genauer Betrachtung erkennt man die Verschlusslöcher der Türpfosten, die Angellöcher der Schwelle und auf dem Bodenpflaster Rillen, wie sie für antike Tore typisch sind. Beiderseits des Tores sind noch Reste der einstigen Säulenstellung vorhanden, von dem zentralen großen Torbogen und dem westlichen Seitentor ist dagegen nichts mehr zu sehen.
Über dem Portal erkennt man einen Steinblock mit einer durch Beischlag verstümmelten Inschrift:
A. [
COL(onia) [A]EL(ia) CAP(itolina) D(ecreto) D(ecurionum)
„Kolonie Aelia Capitolina, auf Geheiß der Dekurionen.“
Es war nicht möglich, festzustellen, ob sich diese Inschrift in situ befindet.

### Byzantinische und frühislamische Toranlage

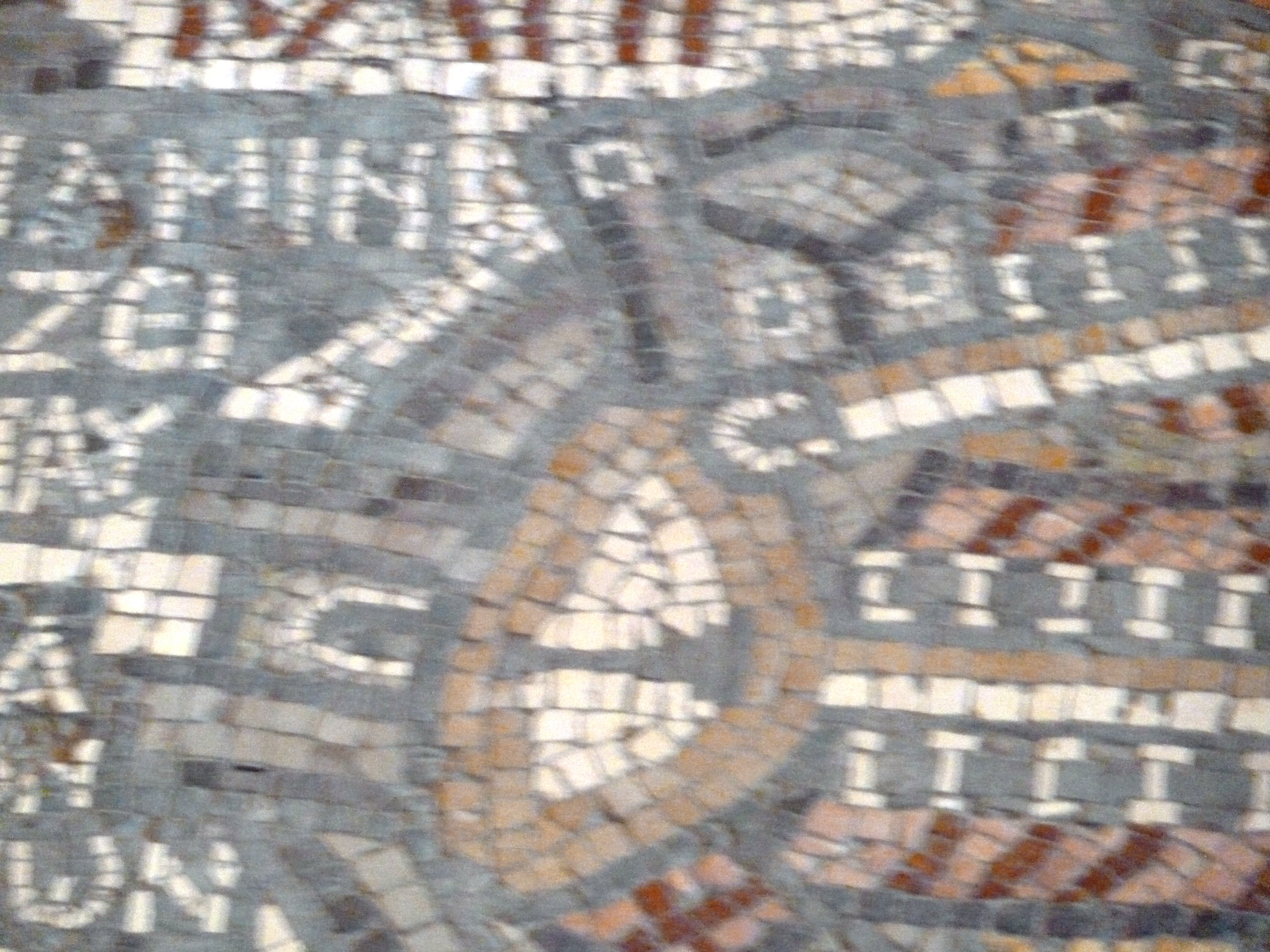
Detail der Madabakarte: Toranlage mit Türmen, Torplatz und Säule

Das byzantinische Galiläa- bzw. Stephanustor ist durch die hervorgehobene Darstellung auf der Madaba-Mosaikkarte bekannt. Auf dem stadtseitigen Torplatz befand sich eine (wahrscheinlich schon hadrianische) Säule, die jetzt als „Symbol des Weltenzentrums“ interpretiert wurde und deshalb den geographischen Bezugspunkt der Madaba-Karte bildet. Von ihr ist nichts mehr erhalten. Die hadrianische Toranlage wurde umgebaut, die Seitentore verkleinert und vielleicht sogar geschlossen und die Türme für die Olivenölproduktion eingerichtet. Das heutige Museum im Ostturm zeigt eine Rollmühle und einen Olivenmörser aus dieser Zeit. In frühislamischer Zeit blieb das mittlere Tor weiterhin in Gebrauch. Neu waren beiderseits des Tores angelegte Zisternen, die das von Norden heranfließende Wasser aufnehmen sollten.

### Stephanustor des Lateinischen Königreichs
Die Kreuzfahrer ließen den byzantinischen Namen der Toranlage wieder aufleben, bauten sie aber um. Die Türme wurden mit Schutt gefüllt, das Haupttor zugemauert. Neu wurde auf höherem Niveau ein Vorwerk angelegt. Es war nach rechts geknickt, wurde mehrfach umgebaut und vor dem westlichen Torturm durch eine Kapelle ergänzt. Reste von Wandmalereien zeigten bei der Freilegung noch eine Verkündigungsszene. Malik al-Muʿazzam ließ diese Toranlage 1219 niederreißen. Sie wurde dann zwar noch einmal restauriert, verfiel aber immer weiter und wurde unter Süleyman I. durch ein neues, repräsentatives Tor ersetzt.

### Bab al-Amud der osmanischen Stadt

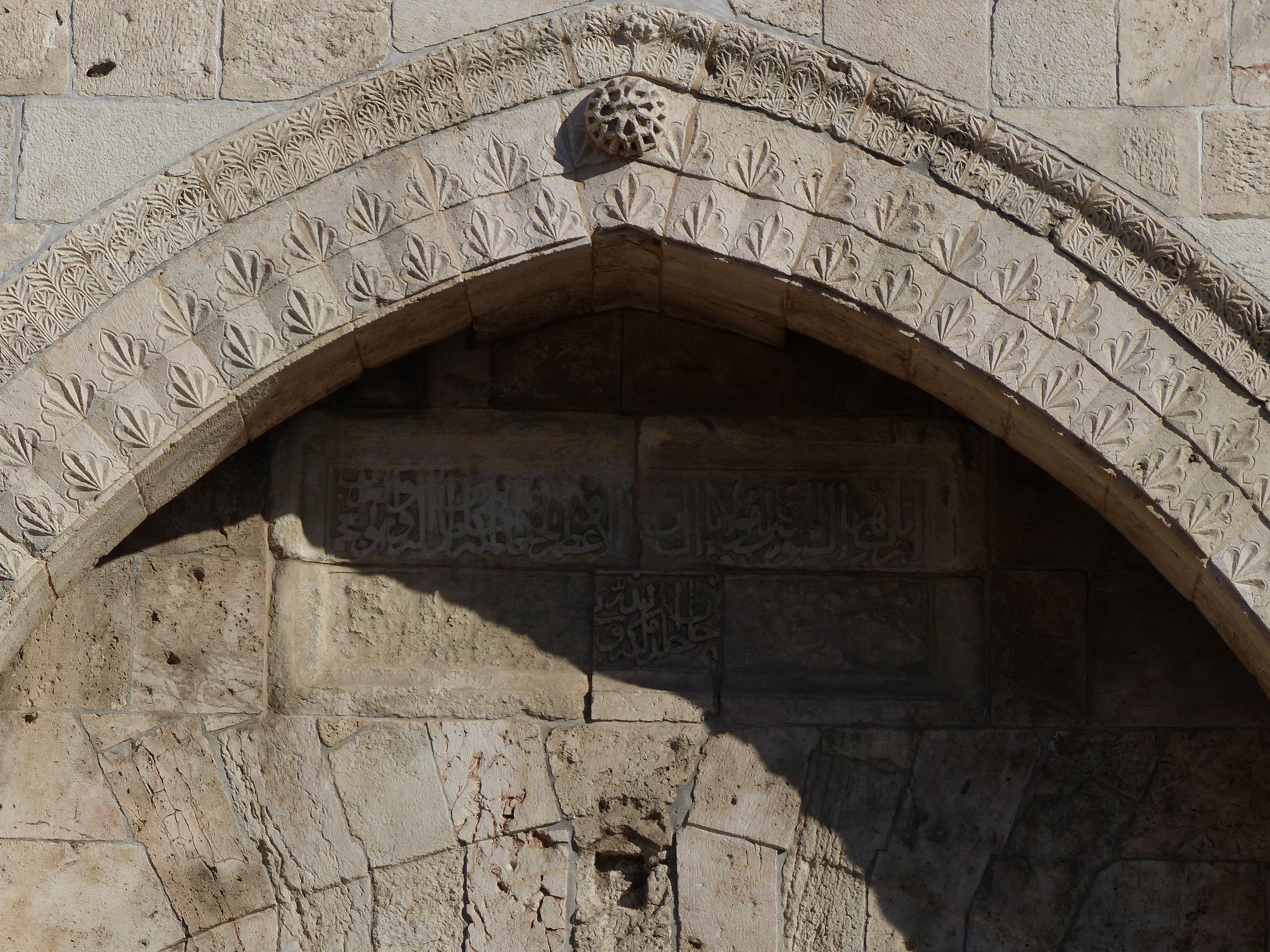
Bauinschrift

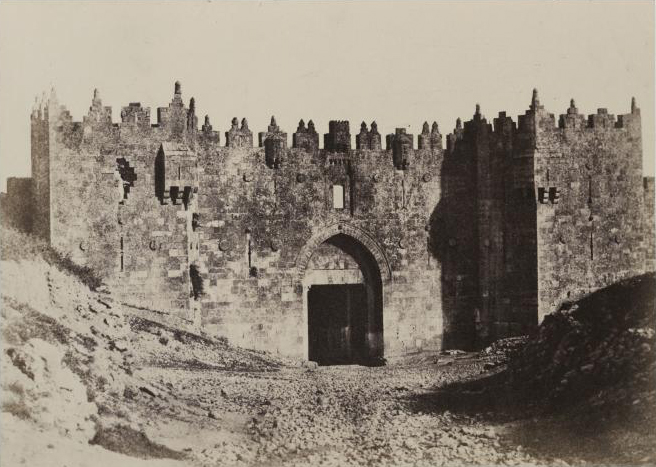
Damaskustor 1856

Die Toranlage wurde im Jahr 1538 n. Chr. über dem antiken Dreiertor errichtet, hat aber im Unterschied zu diesem einen inneren Doppelknick. In axialsymmetrischer Anordnung sind Gusserker, schlichte Verzierungen und Mauerschlitze um das einzige große Tor gruppiert, das so zum Blickfang wird. Die Mittelachse ist von unten nach oben folgendermaßen aufgebaut: Über dem geraden Türsturz befindet sich ein dreieckiger Entlastungsbogen, darüber die Bauinschrift (Naschī, zweizeilig): „Es befahl den Bau dieser Mauer unser gesegneter Herr der Sultan Sulaimān, Sohn des Sultan Salīm Khan. Im Jahr 844 AH (=1537/38 n.Chr.).“ Das alles überwölbt ein Spitzbogen, über dem ein Fenster und ein Mauerabschluss mit verschiedenen Zierelementen angeordnet sind. Klar lässt sich im oberen Teil das osmanische Mauerwerk mit seinen kleinen Steinen vom antiken Mauerwerk, bzw. vermauerten antiken Spolien, im unteren Bereich unterscheiden. Historische Abbildungen (Foto) zeigen, dass sich das Gelände beiderseits des Tores im Laufe der Zeit angehoben hatte; die britische Mandatsregierung ließ die osmanische Toranlage wieder ganz freilegen.

## Forschungsgeschichte
Nachdem bereits Charles William Wilson und Charles Warren 1867 in diesem Bereich eine Probegrabung gemacht hatten, führte Robert W. Hamilton 1937 im Auftrag der britischen Mandatsregierung eine archäologische Grabung beiderseits des Tores durch. Er entdeckte die antike römische Toranlage. Als die Jerusalemer Altstadt unter jordanischer Verwaltung stand, leiteten Crystal Bennett und John B. Hennessy (British School of Archaeology in Jerusalem) 1964 bis 1966 umfangreiche Grabungen in einem Areal von rund 800 m² vor dem Damaskustor. Sie fanden das römische Osttor und ein kreuzfahrerzeitliches Vorwerk. Der Sechstagekrieg verzögerte die Publikation des archäologischen Berichts. Von 1979 bis Mitte der 1980er Jahre fand eine archäologische Erforschung des Damaskustors durch Menahem Magen (East Jerusalem Development Society) statt, sowie eine Restaurierung des Baudenkmals und Einrichtung eines Museums.

## Heutige Situation

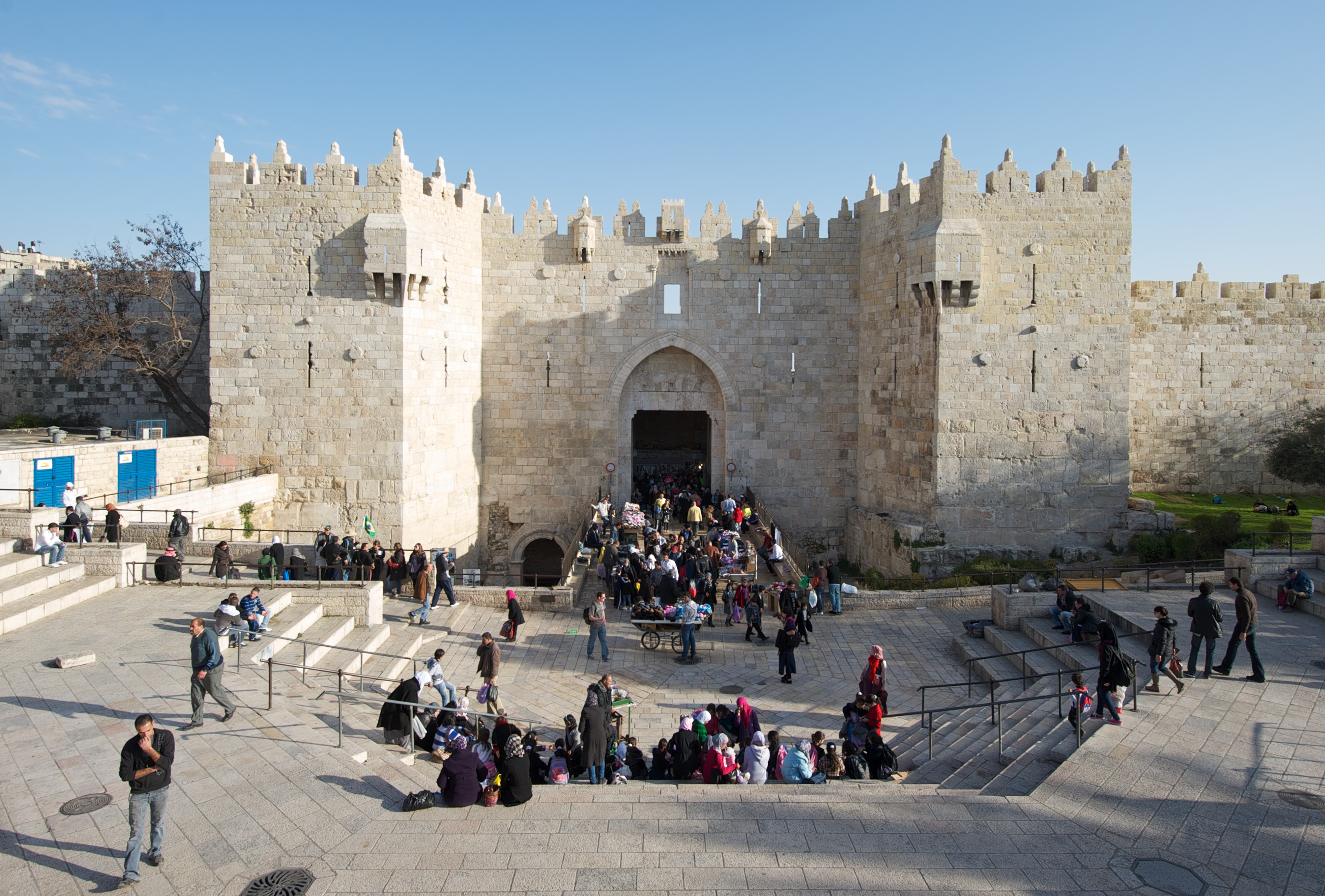
Damaskustor 2012

Da das heutige Straßenniveau noch höher liegt, muss man über Stufen zum Tor hinabsteigen. Für den Verkehr mit Karren gibt es auf der rechten Seite eine Rampe. Größere Fahrzeuge können das Tor nicht passieren, weil der äußere und der innere Torbogen versetzt angelegt sind. Wegen der Ausgrabungen des alten Tores befindet sich vor dem Tor nun quasi ein Burggraben, der überquert werden muss.
Heute steht das Damaskustor zwischen West- und Ost-Jerusalem und bildet als wichtigstes Fußgängertor ein Nadelöhr zwischen Altstadt und Neustadt. Besonders während der Geschäfts- sowie der jüdischen und muslimischen Gebetszeiten ist das Tor stark frequentiert. Nirgendwo sonst begegnen einander die verschiedenen Gruppen der israelischen und palästinensischen Gesellschaften sowie die traditionell gekleideten Vertreter der in der Altstadt ansässigen christlichen Kirchen so eng und vielfältig wie am Damaskustor. Lediglich die moderne, säkularisierte israelische Bevölkerung fehlt hier fast völlig.
Schon im Torbau selbst befinden sich kleine Geschäfte, und fliegende Händler verkaufen ihre Waren. Von hier aus ist es nur ein kurzer Weg bis zur Via Dolorosa. Die früher häufig von Händlern belegten Stufen werden jetzt von der Polizei frei gehalten.
Die Stufen führen direkt zur Nablus Road, wo auch das deutsche Pilgerhaus Paulus-Haus mit der Schmidt-Schule steht. Früher befanden sich in diesem Bereich auch die Sammeltaxis zu den Palästinensergebieten. Nach Errichtung der Sperranlagen wurden diese aus der Stadt verbannt und durch Busse ersetzt, die ihren Sammelplatz weiter nördlich beim Gartengrab erhalten haben. Direkt am Rand der Stufen wurden zwei Container-Wachzimmer der Grenzschutzpolizei errichtet.